# Pölkenstraße 51a (Quedlinburg)

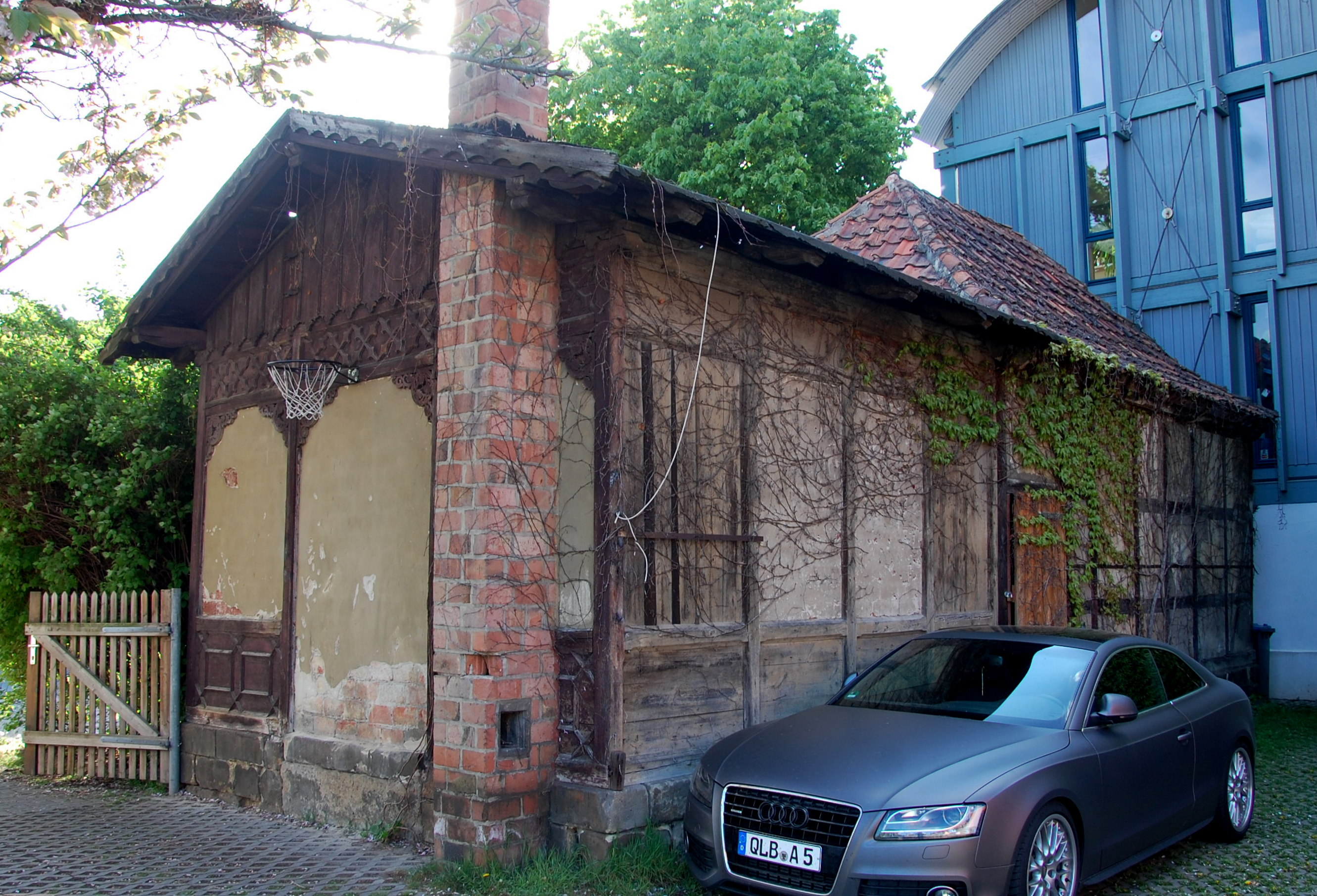
Gartenlaube Pölkenstraße 51a

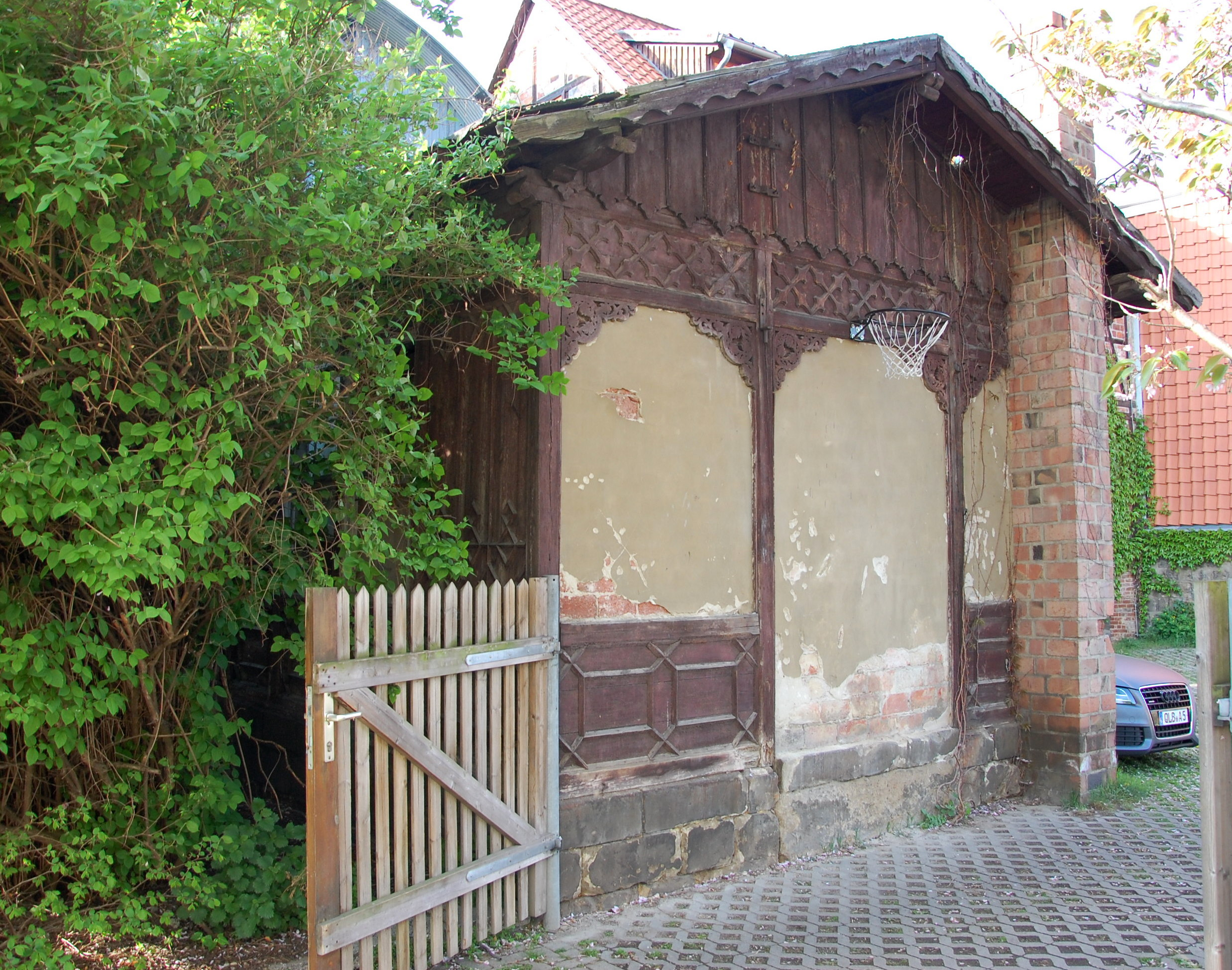
Blick von der Straße

Die Pölkenstraße 51a ist eine denkmalgeschützte Gartenlaube in der Stadt Quedlinburg in Sachsen-Anhalt.

## Lage
Es befindet sich in der historischen Neustadt Quedlinburgs auf der Ostseite der Pölkenstraße an der Einmündung der Bahnhofstraße. Im Quedlinburger Denkmalverzeichnis ist es als Gartenhaus eingetragen.

## Architektur und Geschichte
Die hölzerne Gartenlaube entstand in der Zeit um 1890 und gehört zu den nur wenigen erhalten Lauben dieser Art. Sie ist üppig mit historistischen Laubsägearbeiten und Schnitzereien verziert.